# Cartago (archief)
Cartago is een ICT-project dat beoogt alle historische oorkonden uit de provincies Groningen en Drenthe van voor 1600 online beschikbaar te stellen. Het is een samenwerking tussen het Drents Archief, de Groninger Archieven en de vakgroep Middeleeuwse geschiedenis van de Rijksuniversiteit Groningen. 

## Inhoud
De aanleiding voor het project was het honderdjarig bestaan van het Oorkondenboek van Groningen en Drenthe. De daarin opgenomen oorkonden zijn de kern van het project. Daarnaast zijn de Monumenta Groningana van R.K Driessen uit het begin van de negentiende eeuw en de door H.O. Feith verzamelde Warfconstitutiën en oordelen opgenomen. Ook Feiths werk over het beklemrecht: Het Groninger beklemregt, of verzameling van staats-resolutien en andere, tot het beklemregt betrekkelijke, stukken is in te zien.
Omdat de geschiedenis van Groningen en Drenthe nauw verweven is met het aangrenzende Friesland en Oost-Friesland zijn ook het Groot placaat en charterboek van Vriesland en het Ostfriesische Urkundenbuch digitaal ontsloten.
De verzameling wordt nog verder uitgebouwd, waarbij de stukken van het voormalige Stadsarchief van Groningen de voornaamste toevoeging zullen zijn.